# تپه شاه آرام شمالی
تپه شاه آرام شمالی در شهرستان گرگان، روستای گناره واقع شده و این اثر در تاریخ ۱۰ بهمن ۱۳۸۳ با شمارهٔ ثبت ۱۱۲۸۵ به‌عنوان یکی از آثار ملی ایران به ثبت رسیده است.